# الصحن (إدلب)
الصحن تخريج ابو فاروق قرية سورية تتبع ناحية محمبل في منطقة أريحا في محافظة إدلب. بلغ عدد سكانها 2035 نسمة في عام 2004 حسب إحصاء المكتب المركزي للإحصاء.